# Брексан Енок
Брексан Енок (фр. Bréxent-Enocq) насеље је и општина у североисточној Француској у региону Север-Па д Кале, у департману Па де Кале која припада префектури Montreuil.
По подацима из 2011. године у општини је живело 675 становника, а густина насељености је износила 92,85 становника/km². Општина се простире на површини од 7,27 km². Налази се на средњој надморској висини од 8 метара (максималној 91 m, а минималној 3 m).

## Демографија
| 1962. | 1968. | 1975. | 1982. | 1990. | 1999. | 2011. |
| ----- | ----- | ----- | ----- | ----- | ----- | ----- |
| 340   | 347   | 340   | 419   | 554   | 577   | 675   |

График промене броја становника у току последњих година